# Inni í Vika
Lo stadio Inni í Vika, noto come Skansi Arena per ragioni di sponsorizzazione, è uno stadio di calcio di Argir, sobborgo di Tórshavn, nelle isole Fær Øer. Da agosto 2013 all'inizio di marzo 2015 l'impianto fu conosciuto come Blue Water Arena a seguito di una sponsorizzazione con la compagnia di trasporti danese.
Lo stadio, che ha una capienza di circa 2000 spettatori (di cui 415 a sedere), ospita le partite di casa dell'AB Argir.

## La ristrutturazione del 2010
Lo stadio è andato incontro ad una importante ristrutturazione conclusasi nel 2010. L'impianto fu riaperto il 29 luglio dello stesso anno, durante l'Ólavsøka (le festa nazionale delle isole Fær Øer).